# Wólka Kobylańska
Wólka Kobylańska (prononciation : [ˈvulka kɔbɨˈlaɲska]) est un village polonais de la gmina de Dobre dans le powiat de Mińsk de la voïvodie de Mazovie dans le centre-est de la Pologne.

## Histoire
De 1975 à 1998, le village appartenait administrativement à la voïvodie de Siedlce.